# Tropidophora deburghiae
Tropidophora deburghiae es una especie de molusco gasterópodo de la familia Pomatiasidae en el orden de los Mesogastropoda.

## Distribución geográfica
Es endémica de Madagascar.